# 国道144号

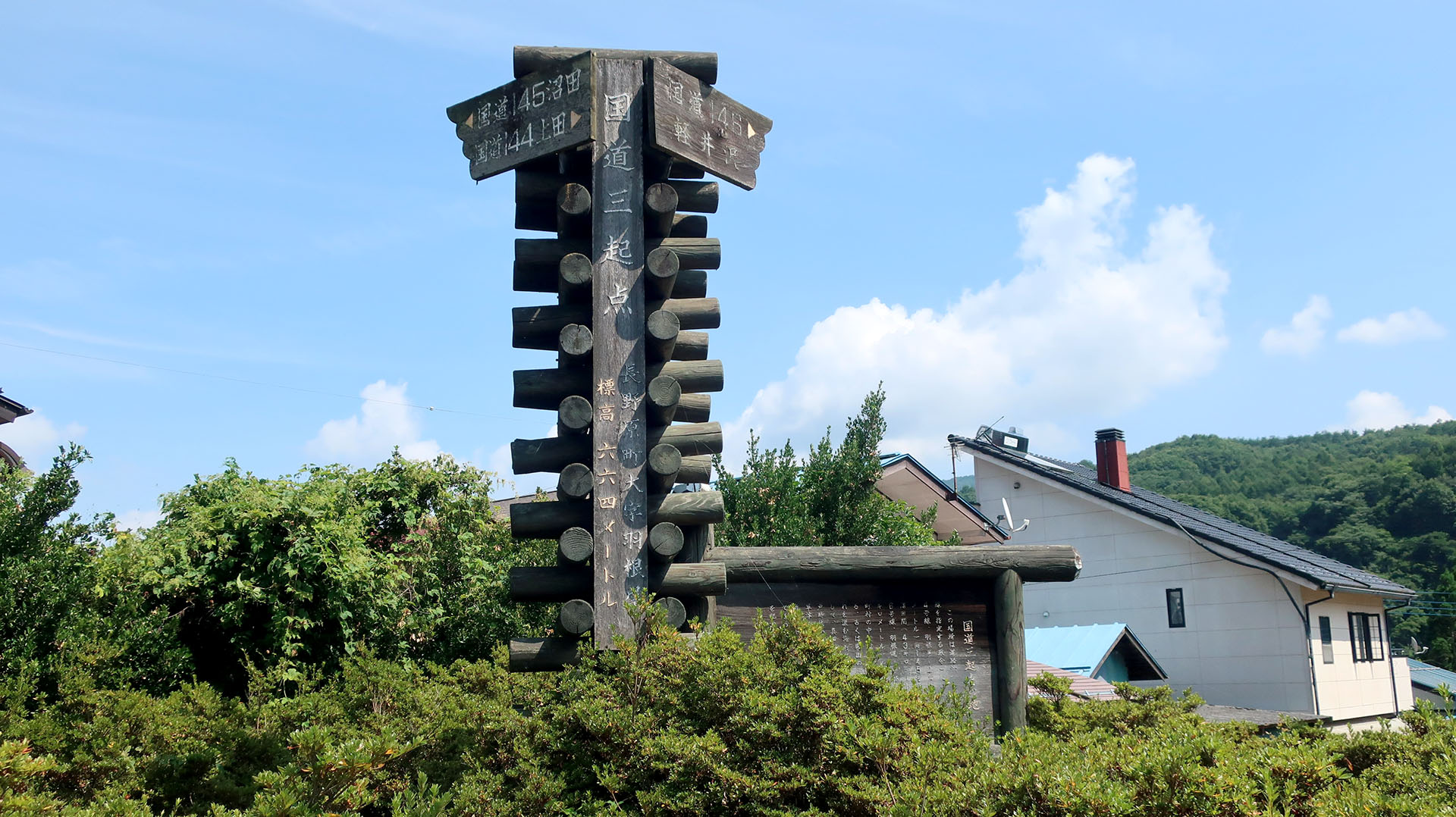
起点の国道三起点の案内塔
群馬県吾妻郡長野原町
羽根尾交差点

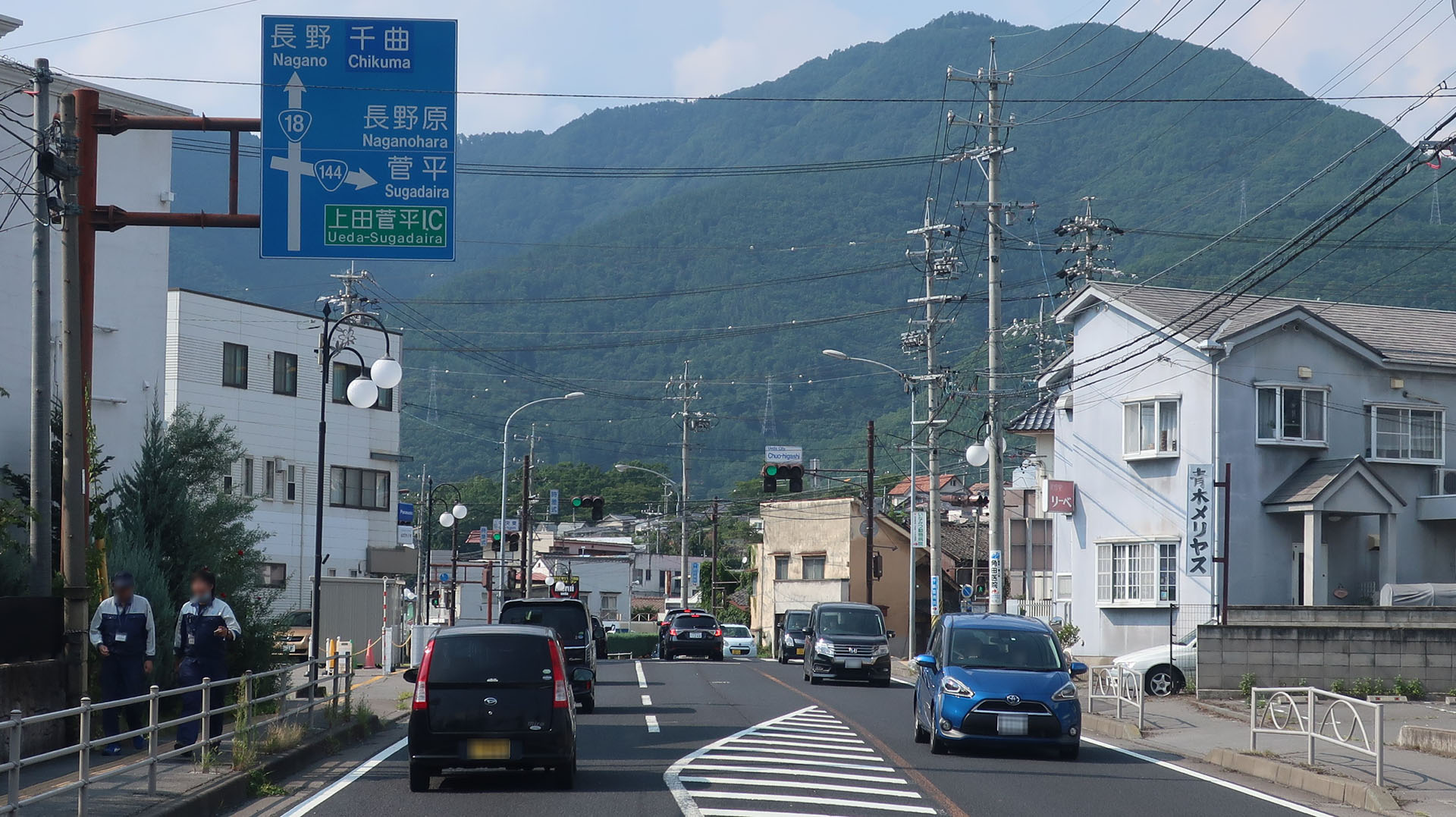
国道144号 終点
長野県上田市 中央東交差点付近

国道144号（こくどう144ごう）は、群馬県吾妻郡長野原町から長野県上田市に至る一般国道である。

## 概要

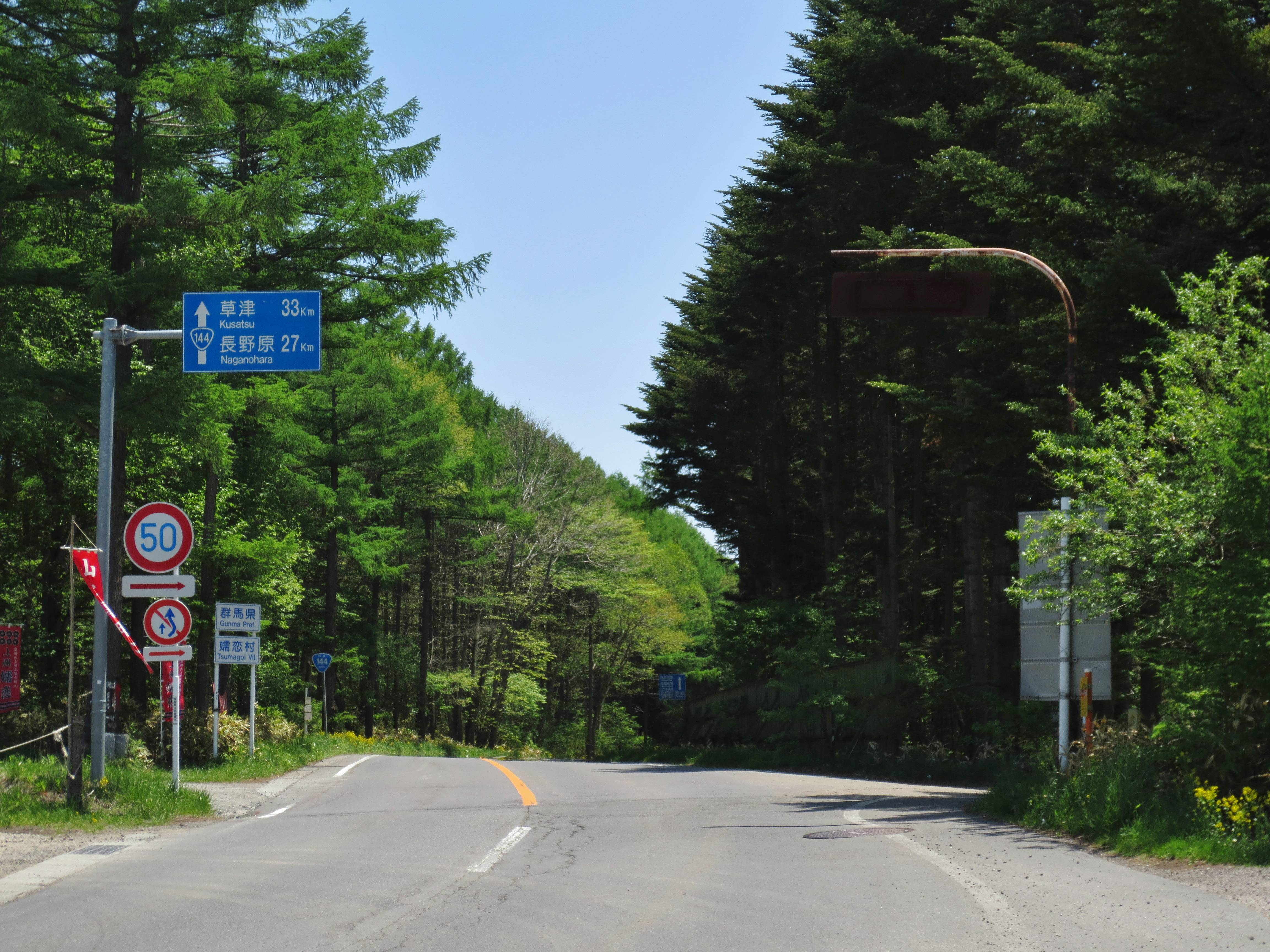
鳥居峠（群馬・長野県境）

群馬県北西部の吾妻郡長野原町から西へ向かい、長野県との県境にある鳥居峠（標高1,362 m）を越え、長野県上田市内を走る国道18号まで東西に結ぶ延長約44 kmの路線。群馬県側は別名「長野街道」ともよばれる。起点は、JR東日本羽根尾駅前にある羽根尾交差点で、ここは本路線と国道145号、国道146号が交わる全国町村の中でも珍しい国道連番3路線の起点となっており、木造で「国道三起点」と書かれた立派なモニュメント（案内塔）が建てられている。起点より長野県の菅平口まで続く峠越えの区間は、国道406号と重複するほか、上田市街地郊外で上信越自動車道 上田菅平インターチェンジと接続し、終点付近の住吉交差点では国道18号上田バイパスと交差する。
地域高規格道路上信自動車道（群馬県渋川市 - 吾妻郡長野原町 - 長野県東御市付近）の構想区間に並行しており、国道144号としてはそのうち長野原町から嬬恋村までの長野原嬬恋バイパスが事業化している。
2019年（令和元年）の令和元年東日本台風（台風19号）により、群馬県吾妻郡嬬恋村大字大笹地内において、鳴岩橋などが被災、付近が一時不通となった。非常災害に認定されたことから、直轄権限代行により群馬県に代わって、国主導で橋の架替事業が行われていた。2022年（令和4年）12月10日に鳴岩橋が完成し、本復旧ルートでの通行が可能となった。

### 路線データ
一般国道の路線を指定する政令に基づく起終点および重要な経過地は次のとおり。
- 起点：群馬県吾妻郡長野原町（羽根尾交差点 = 国道145号・国道146号起点、国道406号上）
- 終点：上田市（中央東交差点 = 国道18号交点）
- 重要な経過地：長野県小県郡真田町[注釈 2]
- 総延長 : 44.4 km（群馬県 24.0 km、長野県 20.4 km）重用延長を含む。[6][注釈 3]
- 重用延長 : 0.0 km（群馬県 - km、長野県 0.0 km）[6][注釈 3]
- 未供用延長 : なし[6][注釈 3]
- 実延長 : 44.4 km（群馬県 24.0 km、長野県 20.4 km）[6][注釈 3]
  - 現道 : 44.0 km（群馬県 23.9 km、長野県 20.1 km）[6][注釈 3]
  - 旧道 : 0.4 km（群馬県 0.1 km、長野県 0.3 km）[6][注釈 3]
  - 新道 : なし[6][注釈 3]
- 指定区間：なし[7]

## 歴史
- 1953年（昭和28年）5月18日 - 二級国道144号長野原上田線（群馬県吾妻郡長野原町 - 上田市）として指定施行[8]。
- 1965年（昭和40年）4月1日 - 道路法改正により一級・二級区分が廃止されて一般国道144号として指定施行[5]。
- 2019年（令和元年）10月12日 - 令和元年東日本台風（台風19号）による大雨で吾妻川が氾濫し、橋や道路が複数箇所で崩落[9]。
- 2022年（令和4年）
  - 5月10日 - 嬬恋橋（群馬県吾妻郡嬬恋村）の橋台近くの岩盤が崩落（同年5月8日発生）したため、嬬恋橋が5月10日から通行止めとなる[10]。
  - 12月16日 - 湯ノ平橋工区（0.43 km）が開通する[11]。

## 路線状況

### 重複区間
- 国道406号（群馬県吾妻郡長野原町・羽根尾交差点（起点） - 長野県上田市・菅平口交差点）

### 道路施設

#### 橋梁
- 新三原橋（吾妻川、群馬県吾妻郡嬬恋村大字三原 - 大字芦生田）
- 新田代橋（吾妻川、群馬県吾妻郡嬬恋村大字田代）

## 地理

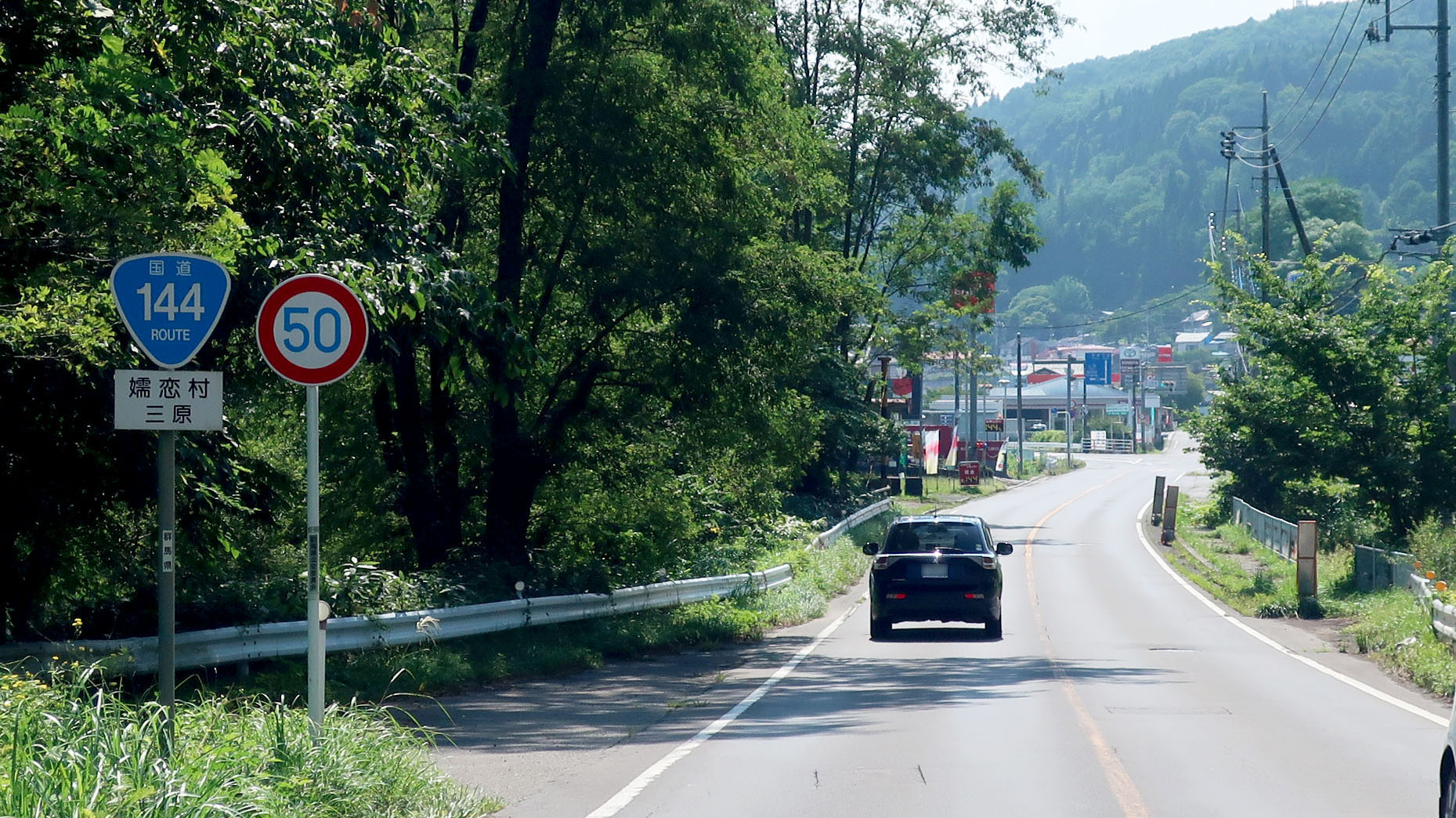
群馬県吾妻郡嬬恋村三原
（2020年8月撮影）

### 通過する自治体
- 群馬県
  - 吾妻郡長野原町 - 吾妻郡嬬恋村
- 長野県
  - 上田市

### 交差する道路
群馬県吾妻郡長野原町

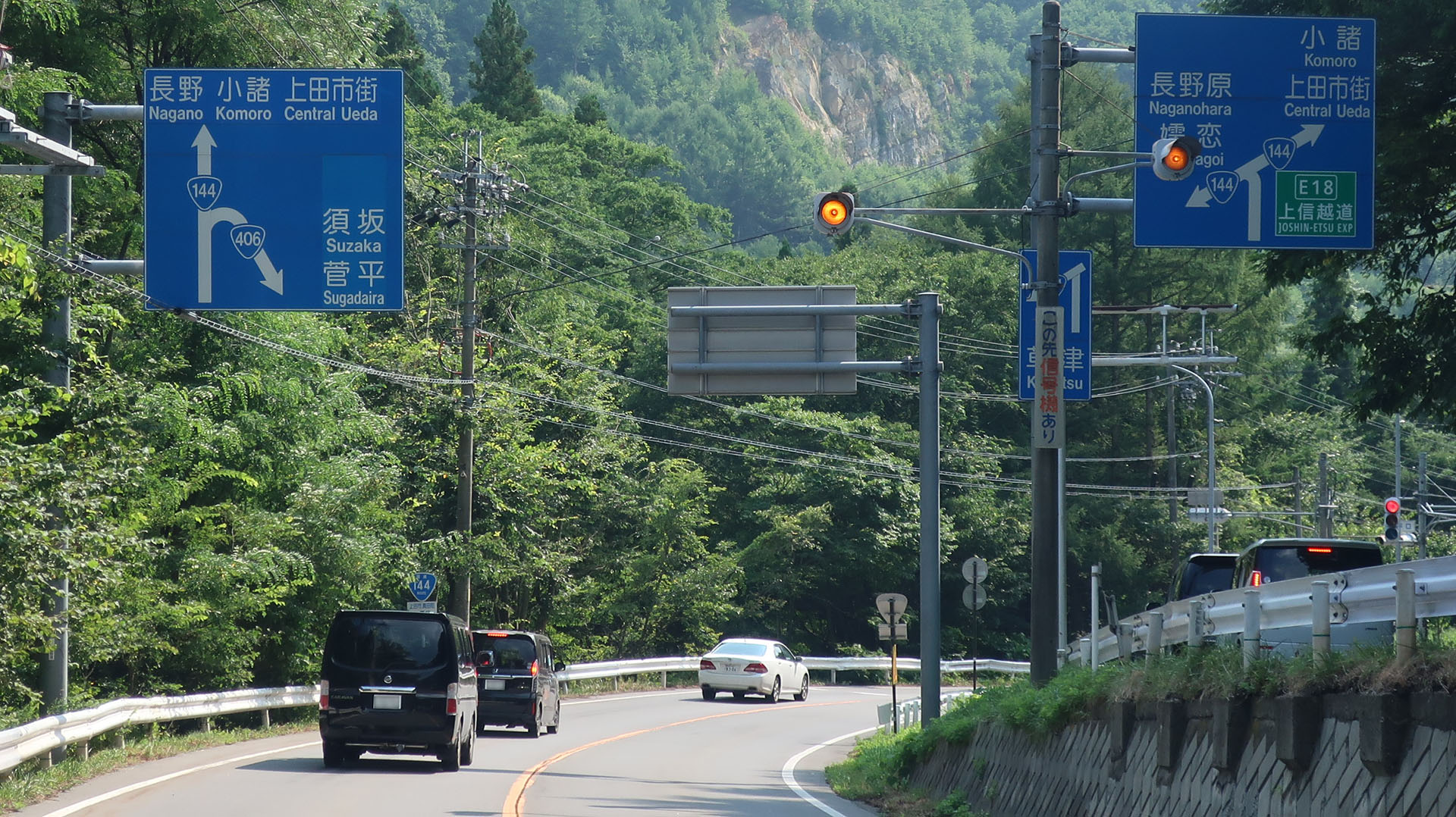
国道406号との分岐
長野県上田市真田町

- 国道145号・国道146号・国道406号：羽根尾交差点（国道406号と上田市まで重複）

群馬県吾妻郡嬬恋村
- 群馬県道59号草津嬬恋線：三原交差点
- 長野県道・群馬県道94号東御嬬恋線：田代交差点

長野県上田市
- 国道406号：菅平口交差点（長野原町から重複）
- 長野県道4号真田東部線：横沢交差点
- 長野県道35号長野真田線：荒井交差点
- 上信越自動車道：上田菅平IC
- 国道18号（上田バイパス）：住吉交差点
- 国道18号（現道）：中央東交差点

### 峠
- 群馬県
  - 鳥居峠（標高1,362 m、吾妻郡嬬恋村 - 長野県上田市）